# 필리핀수리부엉이
필리핀수리부엉이(Philippine eagle-owl)는 올빼미과 고기잡이부엉이속에 딸린 부엉이의 일종이다. 필리핀 고유종으로, 민다나오섬, 루손섬 등의 저지대 숲에 서식한다. 설치류와 양서류를 잡아먹는다.
과거에는 수리부엉이속으로 분류되었다.